# Trappistenabtei Mepkin
Die Trappistenabtei Mepkin (lat. Abbatia Beatae Mariae de Mepkin; engl. Mepkin Abbey) ist seit 1949 ein US-amerikanisches Kloster in Moncks Corner, Berkeley County (South Carolina), Bistum Charleston.

## Geschichte
Die Trappistenabtei Gethsemani gründete 1949 (40 Kilometer nördlich von Charleston) im Tal des Cooper River das Tochterkloster Mepkin Abbey, das 1955 zur Abtei erhoben wurde.

## Obere und Äbte
- Anthony Chassagne  (1949–1974)
- Aidan Carr  (1974–1990)
- Francis Kline  (1990–2006)
- Stanislaus Gumula (2006–2018)
- Joseph Tedesco (seit 2018)